# Гранд Лејк Таун (Оклахома)
Гранд Лејк Таун (енгл. Grand Lake Towne) град је у америчкој савезној држави Оклахома.

## Демографија
По попису из 2010. године број становника је 74, што је 9 (13,8%) становника више него 2000. године.
| Група             | 2000.      | 2010.      |
| Белци             | 59 (90,8%) | 56 (75,7%) |
| Афроамериканци    | 0 (0,0%)   | 0 (0,0%)   |
| Азијати           | 0 (0,0%)   | 0 (0,0%)   |
| Хиспаноамериканци | 0 (0,0%)   | 1 (1,4%)   |
| Укупно            | 65         | 74         |